# 那須烏山市営バス

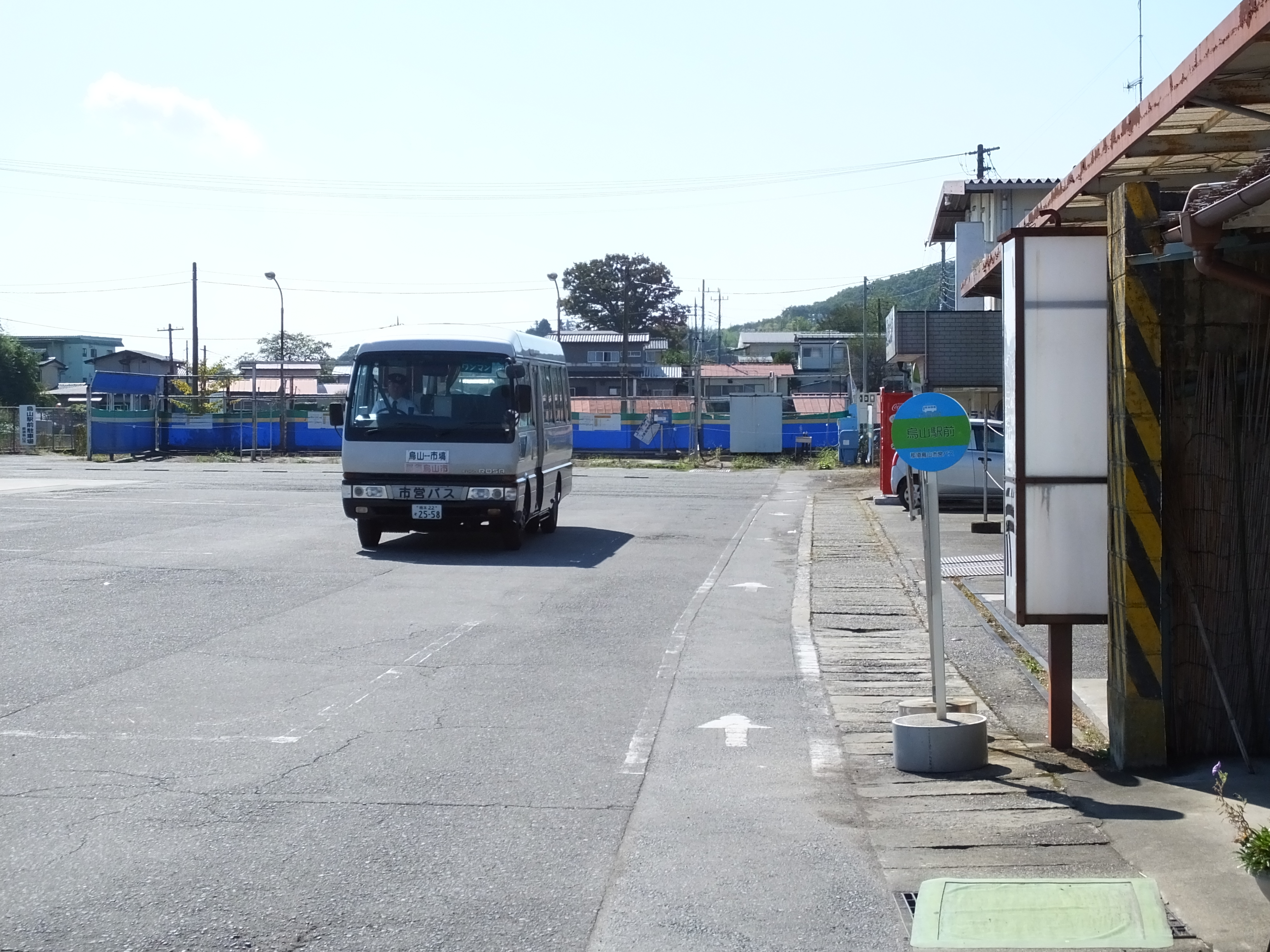
市塙黒田烏山線（烏山駅前）

那須烏山市営バス（なすからすやましえいバス）は栃木県那須烏山市により運行されるコミュニティバス（廃止代替バス）である。

## 概要
1988年（昭和63年）に、それまで東野交通や茨城交通、JRバス関東（旧国鉄バス）で運行されていた路線を廃止代替した烏山町営バスを起源とする。2005年（平成17年）、那須郡烏山町と南那須町の合併に伴う那須烏山市制施行により、那須烏山市営バスに移行された。廃止代替路線を担うことから、県境を越えて茨城県常陸大宮市に乗り入れる烏山高部線や、那須烏山市を越えて茂木町や市貝町に乗り入れる市塙黒田烏山線が存在する。市により自主運行されているいわゆる80条バスとして運行（委託先は那須烏山市の運送業者であるさくら→高根沢町の旅行会社である仁井田観光）。
いずれの路線とも利用者の多くが通学利用の生徒児童であり、国見わらび荘線・滝見谷循環線についてはスクールバスの運行開始により乗客数大幅減となる見込みとなったことから2016年3月31日までの運行をもって廃止となった。
2025年4月改正で烏山高部線・市塙黒田烏山線の使用車両変更および運行区間縮小を含む路線再編が行われた。

## 運行概況
運賃
- 区間制。定期券、回数券あり。詳細は下記市営バスのページを参照。

運転日
- 1月1日は運休。

## 現行路線

### 烏山高部線
- 烏山駅前 - （烏山市街地循環） - 大沢 - 県境 - 塙 - 道の駅みわ前 - 高部車庫

2025年4月より1日4往復運行（うち1往復は土休日運休）。元は茨城交通による運行。塙〜高部車庫間は茨城交通により運行される一般路線バス（大宮駅-白谷峠-塙線）と同じ経路を走行していたが、茨城交通の常陸大宮市内路線整理によって道の駅北斗星（道の駅みわ）〜塙間が2024年4月に廃止となりこの区間は那須烏山市営バスのみの運行となる。折返し地点の「高部車庫」停留所は茨城交通の「美和支所」停留所に隣接しており、茨城交通の高部車庫とは位置が異なる。2025年4月以降高部車庫発着は1往復のみで、それ以外は道の駅みわ折り返しとなっている。
2025年4月改正で烏山中学校〜烏山駅前間が廃止された。この区間は通学時間帯のみ延長運行され、土休日・学校休業日運休であった。

### 市塙黒田烏山線
- 烏山駅前 - （烏山市街地循環） - 芳賀黒田 - 小貝郵便局前 - 道の駅サシバの里いちかい（烏山駅前行き1便と市貝町役場前方面2便のみ経由） - 市貝町役場前 - 市塙駅

市貝町との共同運行。2025年4月より1日4往復運行（うち2往復は土休日運休）。全区間自由乗降制。元はJRバス関東・小貝線（常野線の支線）。2011年までは芳賀黒田で茂木町営バス須藤線と接続していた。始発上り烏山駅前行きと最終下り便は市貝町役場前発着。
2025年4月改正で市塙駅〜市貝温泉間が廃止された。この区間はダイヤ改正前は5便中2便のみ延長運転されるが市貝温泉休館日（毎週木曜）は運休であった。

## 休止・廃止路線

### 片岡線
- 烏山駅口 - 熊田 - 喜連川支所前 - 片岡駅前
- 烏山駅口 - 熊田 - 喜連川支所前 - 喜連川温泉 - 片岡駅前
- 烏山駅口 ← 熊田 ← 川井口
- 川井口 ← 熊田 ← 喜連川本町 ← 喜連川温泉
- 喜連川温泉 - 片岡駅前
- 烏山駅口 - 熊田 - 喜連川支所前 - 喜連川温泉
- 川井口 - 熊田 - 喜連川本町 - 喜連川温泉 - 片岡駅前

さくら市営バス・矢板市営バスとの共同運行。通年運転。2013年4月1日から無期限で運行休止中。

### 国見わらび荘線
- （烏山中学校← ） 烏山駅前 - 市役所烏山庁舎 / 仲町 - 神社前 - 川辺 - 国見わらび荘 - 川戸 （← 四斗蒔）

1日5往復。烏山中学校 - 烏山駅前間と川戸 - 四斗蒔間は土休日・学校休業日運休。全区間自由乗降制。元は東野交通による運行。

### 滝見谷循環線
- 烏山駅前 - 仲町 - 神社前 - 一の沢 - 横枕 - 長岡 - （人有田 →） - 川又 - 三通山 - （加熊 →） - 横枕 - 仲町 / 市役所烏山庁舎 - 烏山駅前 （→ 烏山中学校）

→方向 大木須回り： 1日2本、←方向 小木須回り： 1日3本、烏山駅前 - 横枕折返し： 1日2往復。烏山駅前 - 烏山中学校間は土休日・学校休業日運休。全区間自由乗降制。元は東野交通による運行。